# Cephalotes ramiphilus
Cephalotes ramiphilus är en myrart som först beskrevs av Auguste-Henri Forel 1904.  Cephalotes ramiphilus ingår i släktet Cephalotes och familjen myror. Inga underarter finns listade.